# The Radio Dept.
The Radio Dept. är en svensk indiepopgrupp, ursprungligen bildad av Johan Duncanson och Elin Almered i Lund 1995. Medlemsuppsättningen har sedan bildandet varierat men gruppen består sedan 2005 av Johan Duncanson, Martin Carlberg och Daniel Tjäder.

## Historia

### Förhistoria
En tidig version av Radio Dept. bildades ursprungligen som ett hobbyprojekt 1995 av Elin Almered och Johan Duncanson, samt en grupp vänner till dem, i Dalby, Skåne. Namnet kommer från en radioverkstad i Lund som hade en skylt med texten "Radioavdelningen". På demotejper från den här tiden heter bandet också "Radiodepartment". Med en sättning bestående av Duncanson, Almered och Tobias Leander hade bandet sitt första liveframträdande på skolgårdsfestivalen "Polhems Glada Dagar" 1996 på Polhemskolan, Lund. Projektet låg sedan nere under perioder.
Duncanson fortsatte sedan sin musikaliska karriär i bandet Jive with Clive tillsammans med bland annat Helena Josefsson. Bandet bytte namn till Plastic Soul och blev uppmärksammade av såväl Sveriges Radio P3 som skivindustrin. Två singlar släpptes 1999: "Take A Dive" och "Uneasy". Men satsningen från skivbolaget Stockhouse uteblev och Josefsson lämnade bandet till förmån för Sandy Mouche. De kvarvarande medlemmarna fortsatte en kort tid i bandet Sing.

### 2002–2005: Nystart och genombrott,Lesser Matters,Pulling Our WeightochThis Past Week
Under Jive with Clive-perioden träffades Duncanson och Carlberg, vars bror spelade i bandet. De båda blev vänner och studerade samtidigt i Lund, och att spela och göra musik blev en naturlig umgängesform för dem. Samarbetet fick namnet The Radio Dept. När musiktidningen Sonic tog med demon "Why won't you talk about it" på medföljande CD-skivan till nummer 6 (april 2002) ledde detta till skivkontrakt med det svenska skivbolaget Labrador. Brittiska XL Recordings var intresserade av att utlandslansera The Radio Dept. men drog sig ur. 
2003 släpptes debutalbumet Lesser Matters som fick ett uppskattat mottagande i media. I Sonic fick skivan betyget 9 av 10 och blev 2003-års sjätte bästa album enligt samma tidskrift. Albumet vann även P3 Guld 2004 för Årets Pop med motiveringen:
| ”          | Lesser Matters är ett konstverk som helhet, och har samtidigt enskilda sånger som utgör tre-och-en-halv minuts perfektion. Genom en kompakt och sprakande vägg av gitarrer och syntar sipprar så småningom melodierna, spröda men självklara. Radio Dept. har bevisat att man inte måste skrika för att höras; till och med den svagaste viskning når fram genom oljudet om den är tillräckligt angelägen. | „ |
| – P3 Guld, | |   |

Lesser Matters blev också framröstad i slutet av 2005 av en rad journalister som det bästa albumet som gjorts hittills på 2000-talet.
Under 2003 intervjuades bandet av journalisten och musikern Daniel Tjäder för Nöjesguiden, vilket slutade med att Tjäder rekryterades som bandets keyboardist.
Lesser Matters följdes 2003 upp av EP:n Pulling Our Weight som musikaliskt följde samma linjer, samt EP:n "This Past Week" 2005.

### 2006–2009:Pet Grief,Marie Antoinetteoch nya EP:s
2006 släpptes gruppens andra album, Pet Grief. Spåren på denna skiva skiljer sig stundtals från The Radio Dept. tidigare musik. Albumet har en ljusare och mer svävande ljudbild.
Soundtracket till Sofia Coppolas film Marie Antoinette innehåller musik av The Radio Dept.: titelspåret från Pulling Our Weight, "I Don't Like It Like This" från This Past Week och "Keen on Boys" från Lesser Matters.
Den 4 juni 2008 släppte bandet EP:n Freddie and the Trojan Horse, där de kritiserar Fredrik Reinfeldt och hans politik. Bandets tredje studioalbum var planerat att släppas i september 2008, men försenades då bandmedlemmarna inte kände sig färdiga med det. Den 24 juni 2009 släppte bandet singeln David som kom att vara med på albumet Clinging to a Scheme.

### 2010:Clinging to a Schemeoch "The New Improved Hypocrisy"
Clinging to a Scheme släpptes 21 april 2010. I december 2010 tilldelades Johan Duncanson Magasinet Novells textförfattarpris Novellpriset för låten "You Stopped Making Sense".

### Konflikt om rättigheter
Efter att bandet släppt albumet Clinging to a Scheme uppmärksammade de att deras förlagsavtal innebar att deras förlag ägde rättigheterna till Jonas och Martins låtar tills deras död plus 70 år efter. Förlaget drevs av samma person som deras skivbolag Labrador. The Radio Dept. drog förlaget inför rätta men förlorade i domstolen. De överklagade domen men en förlikning nåddes just innan tvisten skulle prövas på nytt. Förlikningen innebar att de får tillbaka rättigheterna på alla sina låtar åtta år efter förlikningsdatumet samt att albumet Running Out Of Love blev det sista på Labrador. Tvisten innebar att de avbröt arbetet uppföljaren till Clinging to a Scheme för att de inte ville göra ett särskilt bra album åt sitt skivbolag, vilket de tyckte att det var på väg att bli. 

## Diskografi
- Publiceringsår, följt av kursiverad titel och skivbolag inom parentes.

### Studioalbum
- 2003 – Lesser Matters (Labrador)
- 2006 – Pet Grief (Labrador)
- 2010 – Clinging to a Scheme (Labrador)
- 2011 – Passive Aggressive: Singles 2002-2010 (Labrador)
- 2016 – Running Out Of Love (Labrador)
- 2019 – I Don't Need Love, I've Got My Band

### EP
- 2002 – Annie Laurie (Slottet)
- 2002 – Where Damage Isn't Already Done (Labrador)
- 2003 – Liebling (Rex Records)
- 2003 – Pulling Our Weight (Labrador)
- 2004 – Why Won't You Talk About It? (Rex Records)
- 2004 – Ewan (XL Recordings)
- 2005 – This Past Week (Labrador)
- 2006 – The Worst Taste in Music (Labrador)
- 2008 – Freddie and the Trojan Horse (Labrador)
- 2010 – Never Follow Suit (Labrador)

### Singlar
- 2002 –  Against the Tide (Slottet)
- 2006 – We Made the Team (Labrador)
- 2009 – David (Labrador)
- 2010 – Heaven's On Fire (Labrador)
- 2010 – The New Improved Hypocrisy (Labrador)
- 2014 – Death to Fascism (Labrador)
- 2015 – Occupied (Labrador)
- 2015 – This Repeated Sodomy (Labrador)
- 2016 – Swedish Guns (Labrador)

- 2020 – The Absence of Birds (Just So!)

- 2020 – You Fear the Wrong Thing Baby (Just So!)

- 2020 – You're Lookin' at My Guy (Just So!)

## Utmärkelser
- 2004 - P3 Guld för årets pop, för sitt album Lesser Matters.[11]